# Marie-Curie-Gymnasium Düsseldorf
Das Marie-Curie-Gymnasium Düsseldorf ist ein städtisches Gymnasium im Düsseldorfer Stadtteil Gerresheim. Es hat einen sprachlich-künstlerischen Schwerpunkt. 985 Schüler ((568 Mädchen / 417 Jungen) Stand Mai 2018) werden von 92 Lehrkräften (47 Lehrerinnen / 36 Lehrer / 9 Referendare) in einem vierzügigen Klassensystem unterrichtet. Benannt ist es nach der Physikerin Marie Curie.

## Geschichte
Das Marie-Curie-Gymnasium (MCG) wurde 1962 als Gymnasium für Mädchen gegründet und bildete das Gegenstück zu dem 1947 gegründeten Gymnasium Gerresheim (GG), das ausschließlich für Jungen zugänglich war. 1970 wurde der neue Schulkomplex des MCG eingeweiht, der wenige Meter vom GG entfernt lag. Seit 1970 wird in beiden Gymnasien koedukativ unterrichtet. Dennoch sind heute noch Spuren der Geschlechtertrennung zu erkennen. So ist das MCG künstlerisch-sprachlich ausgerichtet und hat einen höheren weiblichen Schüleranteil, während das GG eher naturwissenschaftlich ausgerichtet ist und einen höheren männlichen Schüleranteil hat.
Im neuen Jahrtausend wurden die Fachräume grundsaniert und im gesamten Schulkomplex neue Fenster eingebaut. Im Jahr 2005 wurde der veraltete schuleigene Sportplatz durch einen neuen ersetzt, welcher in Verbindung mit der 2007 eröffneten Vierfachsporthalle einen wesentlichen Teil der modernen Sportinfrastruktur des Gymnasiums ausmacht. Auf dem Schulgelände befindet sich der Landesleistungsstützpunkt für Rhythmische Sportgymnastik.
Ein weiterer Klassentraktneubau wurde Anfang 2009 eröffnet. Im Jahr 2010 wurde eine pädagogische Übermittagbetreuung aufgenommen. Zu diesem Zweck wurde eine Mensa errichtet.
Im Jahr 2012 feierte das Marie-Curie-Gymnasium mit zahlreichen Veranstaltungen sein 50-jähriges Bestehen.
Im Oktober 2023 fand die Eröffnung eines Erweiterungsbaus statt, der anstelle des ehemaligen Mensagebäudes errichtet wurde. In diesem Erweiterungsbau befinden sich sowohl Klassenräume als auch Kunst- und Musikräume. Im Erdgeschoss befindet sich die Mensa mit einer ca. 300 Quadratmeter großen Terrasse.
Bis Sommer 2024 wurden umfangreiche Sanierungsarbeiten im Bestandsgebäude durchgeführt.

### Schulleiter
| Zeitraum  | Schulleitung       |
| --------- | ------------------ |
| 0000–1970 | Gertrud Herfurtner |
| 1971–1980 | Klara Hempelmann   |
| 1981–2004 | Walter Rischer     |
| 2004–2013 | Norbert Münnix     |
| 2013–2023 | Kerstin Abs        |
| 2023–     | Kevin Petersen     |

## Fächer

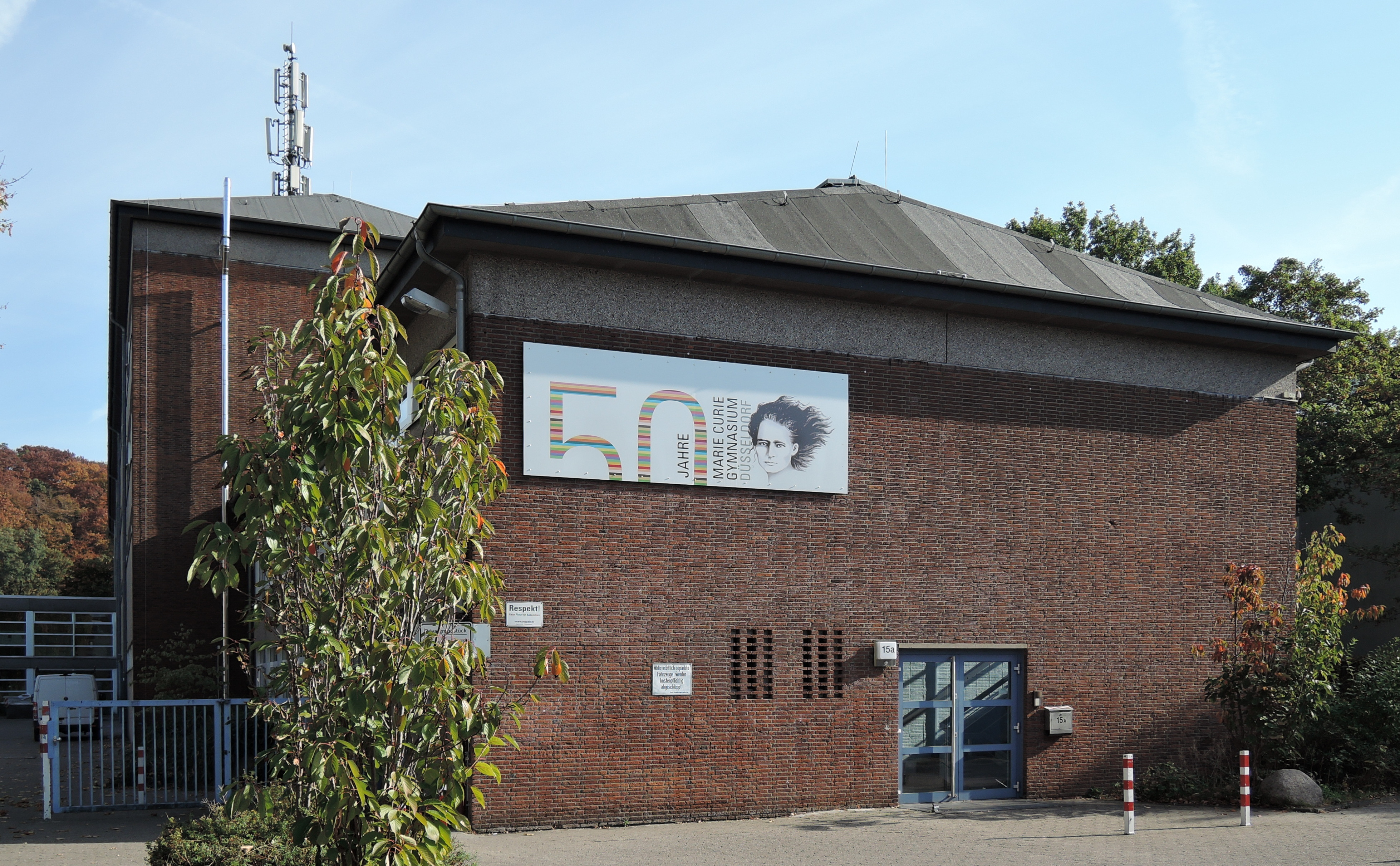
Vorderfront des Schulgebäudes

Neben Englisch, Französisch, Latein und Spanisch werden Japanisch (in einer AG) sowie Italienisch in Kooperation mit anderen Düsseldorfer Gymnasien angeboten. In den Geisteswissenschaften können neben den herkömmlichen Fächern auch Pädagogik und Philosophie belegt werden. Ebenfalls angeboten wird das Fach Textilgestaltung. In der Oberstufe ist der Leistungskursbereich breit gefächert. Auch Kunst-LK kommen regelmäßig zustande.

## Klassenfahrten und Austausch
Am MCG werden Klassenfahrten angeboten in der 5. Klasse, in der 7. Klasse (Skifreizeit), in der Stufe EF (Rom-Fahrt für Latein-Schüler anlässlich des Erreichens des Latinums; Montpellier-Fahrt für Französisch-Schüler) sowie in der Stufe Q2 (Kursfahrt in einem der Leistungskursfächer).
Es besteht ein Schüleraustausch mit dem Collège Saint Pierre in Faucigny/Frankreich.

## Kooperationen
Das Marie-Curie-Gymnasium kooperiert mit dem Museum Kunstpalast seit 2004 und mit der Diakonie seit 2007. Seit der Spielzeit 2009/2010 bietet die Deutsche Oper am Rhein für Schüler, ehemalige Schüler, Lehrer, Verwandte und Freunde einen verbilligten Eintritt für acht Veranstaltungen einer Spielzeit / eines Jahres im Rahmen eines Kooperationsangebotes an. Seit 2012 besteht eine Kooperation mit dem Wildpark.
Ausgelaufene Kontakte bestanden zur WestLB sowie zur Tonhalle in Düsseldorf.
Außerdem besteht eine Kooperation mit dem Gymnasium Gerresheim (GG), so werden bestimmte Fächer für beide Schulen gegenseitig angeboten.
Die Arbeit der Schule wird seit 1969 unterstützt vom Verein der Freunde des Marie-Curie-Gymnasiums e. V.

## Auszeichnungen
Das MCG ist Träger des Gütesiegels Individuelle Förderung des Ministeriums für Schule und Weiterbildung des Landes Nordrhein-Westfalen.

### SchülerzeitungMarie Curier
Die Schülerzeitung des MCG, der „Marie Curier“, wurde vielfach ausgezeichnet.
Im Schülerzeitungswettbewerb 2005/2006 des Nachrichtenmagazins „Der Spiegel“ erreichte sie den zweiten Platz in der Kategorie Layout und den zehnten Platz in der Kategorie „Gesamtsieger“.
Im Jahr 2005 erreichte die Schülerzeitung einen ersten Platz im Sparkassen-Schülerzeitungswettbewerb im Rheinland und im Jahr 2007 einen achten Platz.